# 九龙街道 (瓦房店市)
九龙街道，是中华人民共和国辽宁省大連市瓦房店市下辖的一个乡镇级行政单位。

## 行政区划
九龙街道下辖以下地区：
吴店村、三甲村、袁沟村、杨沟村、崮田村、肖炉村、平房村、九龙村和前关村。